# Hand on Your Heart
A Hand on Your Heart című dal az ausztrál énekes-dalszerző Kylie Minogue első, kimásolt kislemeze második Enjoy Yourself című stúdióalbumáról. A dal 1989. április 24-én jelent meg. A dalhoz az The Isley Brothers "This Old Heart of Mine" és a Ten City "That's the Way Love Is" című szerzemények adtak ihletet.
A dal megjelenésekor pozitív kritikákat kapott a zenekritikusoktól, akik az album csúcspontjaként értékelték, és erős kislemezként dicsérték. A dal kereskedelmi siker volt hazájában, Ausztráliában, ahol a 4. helyezést érte el, míg Finnországban, Franciaországban, Japánban, és Svájcban a legjobb tíz helyezett között volt. A "Hand on Your Heart" a harmadik első helyezést elért sláger lett a brit kislemezlistán. 
A dalt Minogue néhány turnén is előadta, többek között az Enjoy Yourself Tour című koncertkörútján, a Rhythm of Love Tour, valamint a Homecoming Tour turné részeként is. 2006-ban José González svéd énekes kiadta a dal sajátos akusztikus feldolgozását. Ez a változat a 29. helyet érte el a brit kislemezlistán. 

## Összetétel
A Stock Aitken Waterman által készített debütáló album sikerét követően Minogue lelkesen, és izgatottan fogott neki az új dal elkészítéséhez. Szerette volna a dal hangzását a legújabb house hatású pophangzásoknak megfelelően elkészíteni. A dal az őszinteség és a kapcsolati kommunikáció témái köré összpontosul. A dalt egy lány szemszögéből éneklik, akinek a barátja próbál szakítani vele, de nem hiszi el, hogy a kapcsolatuknak vége. Ragaszkodik ahhoz, hogy a férfi a szívére tegye a kezét, és addig mondja el neki, amíg komolyan nem gondolja.
Minogue újra felvette a dalt 2012-es The Abbey Road Sessions című albumára, átdolgozva a dal hangszerelését dobokkal, és gyengéd zongorával, amelyek felerősítik a dal szívfájdalmát, és olyan szövegeket kölcsönöznek mint az “Oh, I wanna hear you tell me / You don't want my love” – mely könyörgően hangzik, de nem kihívóan.

## Kritikák

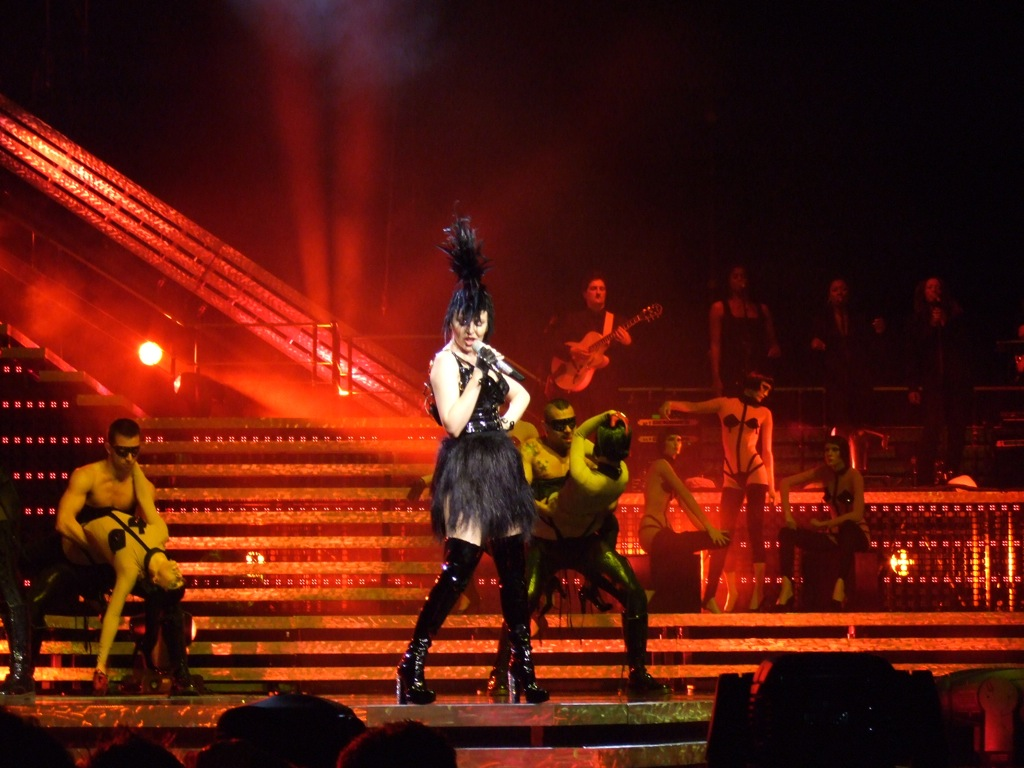
Minogue előadja a dalt a 2006-os Showgirl: The Homecoming Tour turné keretein belül Sydney-ben.

A "Hand on Your Heart" többnyire kedvező kritikákat kapott a zenekritikusoktól. Chris True (AllMusic) kiemelte a dalt, mint az album kiemelkedőségét. A Digital Spy kedvező értékelést adott, és kiemelve azt mondta, nehéz úgy írni, miközben a "Hand on Your Heart" -ot újra és újra meghallgatod. Tim Nicholson a Record Mirror munkatársa ironikusan annyit mondott, hogy a SAW elengedte Kylie-t néhány Sinitta stílusú anyagon, hogy hogyan kell ezt csinálni, amit ő "cukrászati tökéletességnek" tartott.
A "The Abbey Road Sessions" változata remek kritikákat kapott a kortárs zenei kritikusoktól. Tim Sendra az AllMusic-tól azt mondta, hogy a "Dalok teljes lecsupaszítása, majd különböző húros hangszerek hozzáadása hatékonynak bizonyul, különösen az All the Lovers vagy a "Hand on Your Heart" esetében, és a legtöbb új feldolgozás ötletes". Nick Levine a BBC Music munkatársa nagyon pozitív kritikát fejtett ki a dal átdolgozott verziójáról, és azt írta, hogy aki ismerte a Stock Aitken Waterman dallamait, mint a "Never Too Late" vagy a "Hand on Your Heart" – kiemelkedő melankólia rejtőzött a dal alatt. Andy Gill azt írta, hogy a "Hand on Your Heart" egy finom, ciklikus gitárfigurával feldolgozott változata zongoraakkordokkal kiegészítve, lehetővé teszi a dallamnak, hogy ragyogjon a dal szívében.

## Hatása
2020-ban Alexis Petridis a The Guardian brit napilap munkatársa a 22. helyre sorolta a dalt Kylie 30 legjobb kislemeze listáján, hozzátéve, hogy "maga a dal – különösen a bridzs és a refrén – elég erős ahhoz, hogy ellenáljon az azonosságnak". 2021-ben a brit Classic Pop magazin a 18. helyre sorolta a dalt a "Top 40-es Stock Aitken Waterman dalok" listáján, hozzátéve, hogy a dal látszólagosan a csillagos ártatlanság, mely olyan dalszövegeket rejt, amelyek felolvasva teljesen megrázóak. 2023-ban Robert Moran a The Sydney Morning Herald ausztrál bulvárlap munkatársa a dalt Minogue 18. legjobb dala közé sorolta a 183-ból. A dalban lévő "szívfájdalom, a rendkívül lendületes produkció és a tipikusan hatalmas énekkar kórusa majdnem tökéletes "házasság" volt.

## Kereskedelmi sikerek
A dal 1989. április 24-én jelent meg az Egyesült Királyságban. Ez a dal lett Minogue harmadik dala, mely a második helyen debütált a brit kislemezlistán, mielőtt a következő héten az első helyet érte el. A harmadik héten megelőzte a Hillsborough katasztrófa jótékonysági kislemeze a "Ferry Cross the Mesrey" amelyet Christians, Holly Johnson, Paul McCartney, Gerry Marsden, és a Stock Aitken Waterman írt. A dal felkerült továbbá az Egyesült Királyság UK Dance és Indie listájára is.
A dal kazetta single formátumban az első héten 11.000 példányban kelt el. Ez elég lett volna ahhoz, hogy Minogue az első helyet érje el az eladott példányszámok alapján, és ez olyan volt, amit akkoriban még egyetlen nő sem csinált. A PWL azonban 1,99 GBP-s csökkentett áron kínálta a kazettát, ami olcsóbb volt az akkori chart szabályzatnál. Ami azt jelentette, hogy a The Bangles "Eternal Flame" című kislemeze maradt továbbra is az első helyen a maga 1600 darabos eladásával. Emiatt a szabályokat gyorsan megváltoztatták, így engedélyezték az alacsony árú kazetta singles kiadványokat. Ezeknek a kazettáknak a piaca akkoriban kevesebb volt mint 0,5%, a BPI viszont remélte, hogy ez hamarosan növekedésnek indul.
A dal az Egyesült Királyságon kívül is sikeres volt. Ausztráliában a 4. helyet érte el, így ez Minogue 5. kislemeze lett a listán. Dániában, Finnországban, és Franciaországban Top 10-es volt, míg Németországban, Hollandiában, Új-Zélandon és Svédországban Top 20-as helyezett volt.

## Videóklip
A dalhoz tartozó klipet Chris Langman rendezte, és Minogue szülővárosában Melbourne-ban forgatták 1989 márciusában. A videóban Minogue egy házban táncol, és egy nagy szívecskés ruhában látható, amely élénk piros, kék és sárga színek között váltogatja a szinét. Minogue szobáról-szobára megy, és játékosan táncol a kamera előtt. Langman elismerte, hogy elégedetlen az elkészült videóval, amely szokatlanul szoros határidők alatt készült el. Minogue akkori barátja, és kiadótársa Jason Donovan szerint a PWL nagyon nem volt elégedett a klippel. According to Minogue's then boyfriend and label mate Jason Donovan, PWL Records was highly displeased with the video. Ez volt Langman utolsó közös munkája Kylie-val, aki későbbi videóinak nagy részét az Egyesült Királyságban forgatta.
A videó élő változata, és a Japánban előadott különleges élő remix is megtalálható Kylie Greatest Hits 87-97 című DVD-jén. A "Hand on Your Heart" alternatív változatát a brit Tv előzetesen műsorra tűzte, de soha többé nem vetítették. Ebben a változatban Minogue cipői pörögnek a kamerán és bemutatják mindhárom új, hozzáillő színű ruháját. Csak egy cipőpörgetés maradt a végleges verzióból. A kislemez kereskedelmi megjelenése előtt a zenei csatornákon megjelent videó nagy sikert aratott, és Minogue így jelentős műsorszámot kapott a zenecsatornákon. A dalhoz tartozó klip felkerült az "Ultimate Kylie" című 2004-ben megjelent DVD-re is.

## Élő előadások

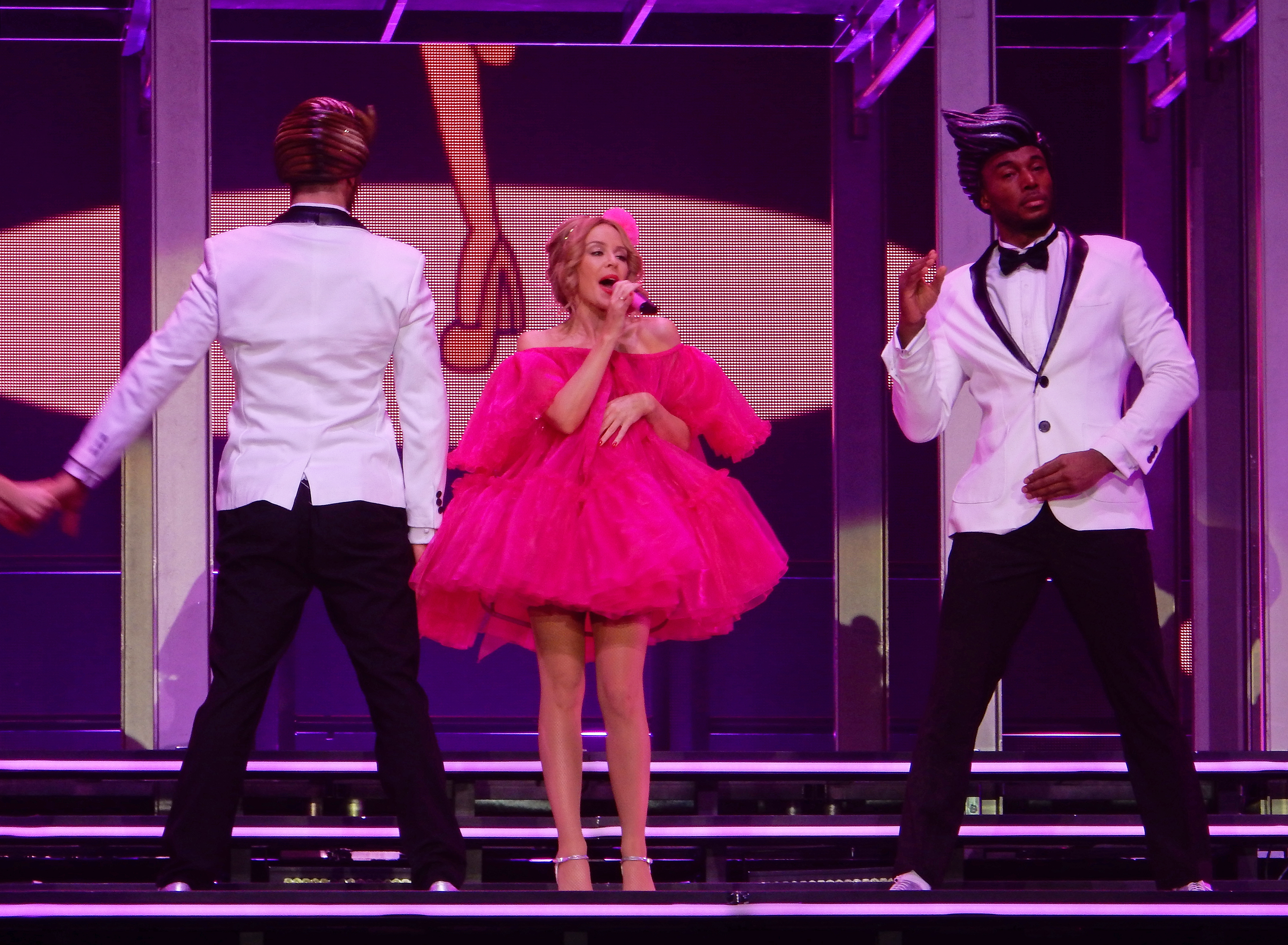
A „Hand on Your Heart” előadása Minogue 2014-es Kiss Me Once Tour turnéjának „Dollhouse Medley” című műsorában.

Az első turné, amelyen a "Hand on Your Heart" szerepelt a Disco in Dream/The Hitman Roadshow volt, ahol az eredeti felvételt adták elő. Ezt követően a Enjoy Yourself Tour turné keretein belül az Enjoy Yourself című album népszerűsítésére, mely egy acapella kórus által énekelt bevezetővel kezdődött, mielőtt az eredetit előadták volna. A következő évben a Rhythm of Love Tour részeként eredetiben adták elő. A következő évben a Let's Get to It Tour részeként ismét az eredeti változatot. A dalt aztán cssak Minogue 2000-es turnéján adták elő az On a Night Like This Tour harmadik dalaként egy szettben. Ez a verzió nem hasonlított az eredetihez, és más hangzású volt. Ezután Minogue Showgirl: The Greatest Hits Tour turnéján adták elő 2005-ben, ahol a hatodik felvonást nyitotta meg a "Kylesque"-t. Hangzása hasonló volt az eredetihez, de más basszusvonalak voltak a dalban. Később ezt törölték Minogue mellrák daganatos megbetegedése miatt. A turné később a "Showgirl: The Homecoming Tour néven folytatódott tovább. A dal a "Pop Paradiso" hatodik felvonásában is szerepelt, és ezt a felvonást is zárta. Ez egy új remix volt, vastagabb basszusvonallal. A dalt később a Kiss Me Once Tour turnén adták elő Minogue 12. Kiss Me Once című stúdióalbumának reklámozására. Ezzel a dallal nyitotta meg a "Dollhouse Medley"-t, amely 4 PWL slágert tartalmazott: "Hand on Your Heart", "Never Too Late", "Got to Be Certain" és "I Should Be So Lucky".

## Megjelenések
| Maxi CD 1. "Hand on Your Heart" (The Great Aorta Mix) – 6:26 2. "Just Wanna Love You" – 3:34 3. "It's No Secret" (Extended) – 5:30 Kazetta single 1. "Hand on Your Heart" – 3:51 2. "Just Wanna Love You" – 3:34 3. "Hand on Your Heart" (The Great Aorta Mix) – 6:26 7" kislemez 1. "Hand on Your Heart" – 3:51 2. "Just Wanna Love You" – 3:34 12" kislemez 1. "Hand on Your Heart" (The Great Aorta Mix) – 6:26 2. "Just Wanna Love You" – 3:34 3. "Hand on Your Heart" (Dub) – 5:33 UK 12" Remix 1. "Hand on Your Heart" (Heartache Mix) – 5:22 2. "Just Wanna Love You" – 3:34 3. "Hand on Your Heart" (Dub) – 5:33 | iTunes digitális csomag #1 Elérhető a PWL Archívumban 2009 óta. Az eredeti verzió nem érhető el 1. "Hand on Your Heart" (Original) 2. "Hand on Your Heart" (The Great Aorta Mix) 3. "Hand on Your Heart" (Dub) 4. "Hand on Your Heart" (Video Mix) 5. "Hand on Your Heart" (7" Instrumental) 6. "Hand on Your Heart" (7" Backing Track) 7. "Just Wanna Love You" (Original) 8. "Just Wanna Love You" (Instrumental) 9. "Just Wanna Love You" (Backing Track) iTunes digitális csomag #2 1. "Hand on Your Heart" (The Heartache Remix) 2. "Hand on Your Heart" (Smokin' Remix) 3. "Hand on Your Heart" (WIP 2002 Remix) 4. "Hand on Your Heart" (WIP 2002 Instrumental) 5. "Hand on Your Heart" (WIP 2002 Backing Track) 6. "Hand on Your Heart" (WIP 2002 Radio) 7. "Hand on Your Heart" (WIP 2002 Radio Instrumental) 8. "Hand on Your Heart" (WIP 2002 Radio Backing Track) |

## Élő előadások a turnékon
- Disco in Dream/The Hitman Roadshow
- Enjoy Yourself
- Rhythm of Love
- Let's Get to It
- On a Night Like This
- Showgirl: The Greatest Hits
- Showgirl: The Homecoming

## Slágerlista
| Slágerlista (1989)                    | Legjobb helyezések |
| ------------------------------------- | ------------------ |
| Ausztrália (ARIA)                     | 4                  |
| Belgium (Ultratop 50 Flanders)        | 6                  |
| Denmark (IFPI)                        | 4                  |
| Europe (European Hot 100 Singles)     | 3                  |
| Finnország (Singlet Top 20)           | 2                  |
| Franciaország (Single Top 100)        | 8                  |
| Japan (Oricon Singles Chart)          | 88                 |
| Greece (IFPI)                         | 2                  |
| Írország (IRMA)                       | 1                  |
| Hollandia (Single Top 100)            | 17                 |
| Hollandia (Top 40)                    | 19                 |
| Új-Zéland (Recorded Music NZ)         | 15                 |
| Norvégia (VG-lista)                   | 10                 |
| Spain (AFYVE)                         | 6                  |
| Svédország (Sverigetopplistan)        | 17                 |
| Svájc (Schweizer Hitparade)           | 6                  |
| Egyesült Királyság (UK Singles Chart) | 1                  |
| UK Dance (Music Week)                 | 1                  |
| West Germany (Official German Charts) | 17                 |

| Slágerlista (1989)                    | Helyezések |
| ------------------------------------- | ---------- |
| Australia (ARIA)                      | 49         |
| Belgium (Ultratop)                    | 45         |
| Europe (European Hot 100 Singles)     | 41         |
| UK Singles (OCC)                      | 10         |
| West Germany (Official German Charts) | 92         |